# أمار ستودماير
أمار ستودماير (بالإنجليزية: Amar'e Stoudemire) مواليد 16 نوفمبر 1982، هو لاعب كرة سلة أمريكي يلعب مع فريق دالاس مافيريكس في الرابطة الوطنية لكرة السلة ويحمل الرقم 1. يبلغ طوله 6 قدم 10 بوصة (2.1 م).

## فرق لعب لها
- فينيكس صنز
- نيويورك نيكس
- دالاس مافيريكس

## الميداليات
| الميدالية | المسابقة                             |
| --------- | ------------------------------------ |
| برونزية   | الألعاب الأولمبية الصيفية 2004       |
| ذهبية     | بطولة أمم الأمريكتين لكرة السلة 2007 |

## روابط خارجية
- أمار ستودماير على موقع IMDb (الإنجليزية)
- أمار ستودماير على موقع الموسوعة البريطانية (الإنجليزية)
- أمار ستودماير على موقع ميوزك برينز (الإنجليزية)
- أمار ستودماير على موقع قاعدة بيانات برودواي على الإنترنت (الإنجليزية)
- أمار ستودماير على موقع إن إن دي بي (الإنجليزية)
- أمار ستودماير على موقع قاعدة بيانات الفيلم (الإنجليزية)
- أمار ستودماير على موقع الاتحاد الدولي لكرة السلة (الإنجليزية)
- أمار ستودماير على موقع إن بي أي (الإنجليزية)
- أمار ستودماير على موقع سبورتس رفرنس (الإنجليزية)
- أمار ستودماير على موقع كرة السلة الأوروبية.كوم (الإنجليزية)
- أمار ستودماير على موقع إي إس بي إن.كوم (الإنجليزية)
- أمار ستودماير على موقع ريلجم (الإنجليزية)
- أمار ستودماير على موقع بروبوليرز (الإنجليزية)
- أمار ستودماير على موقع سبورتس رفرنس (الإنجليزية)
- أمار ستودماير على موقع اللجنة الأولمبية الدولية (الإنجليزية)
- أمار ستودماير على موقع أوليمبيديا (الإنجليزية)